# 495759 Jandesselberger
495759 Jandesselberger este o planetă minoră (asteroid) din centura de asteroizi. A fost descoperită pe 10 februarie 2013 la  de Michał Żołnowski⁠(d). 
Obiectul prezintă o orbită caracterizată de o semiaxă mare de 2,6401752383536 UAi, o excentricitate de 0,13, o înclinație de 13,2 ° în raport cu ecliptica.